# Xã Coolspring, Quận LaPorte, Indiana
Xã Coolspring (tiếng Anh: Coolspring Township) là một xã thuộc quận LaPorte, tiểu bang Indiana, Hoa Kỳ. Năm 2010, dân số của xã này là 14.718 người.